# Inchenhofen
Inchenhofen település Németországban, azon belül Bajorországban. Lakosainak száma 2742 fő (2023. december 31.).

## Népesség
A település népessége az elmúlt években az alábbi módon változott:
| Lakosok száma | 706  | 714  | 1730 | 1937 | 2482 | 2590 | 2556 | 2572 | 2652 | 2742 |
|               | 1864 | 1925 | 1970 | 1987 | 2011 | 2013 | 2015 | 2017 | 2021 | 2023 |